# Śnieżna Grań

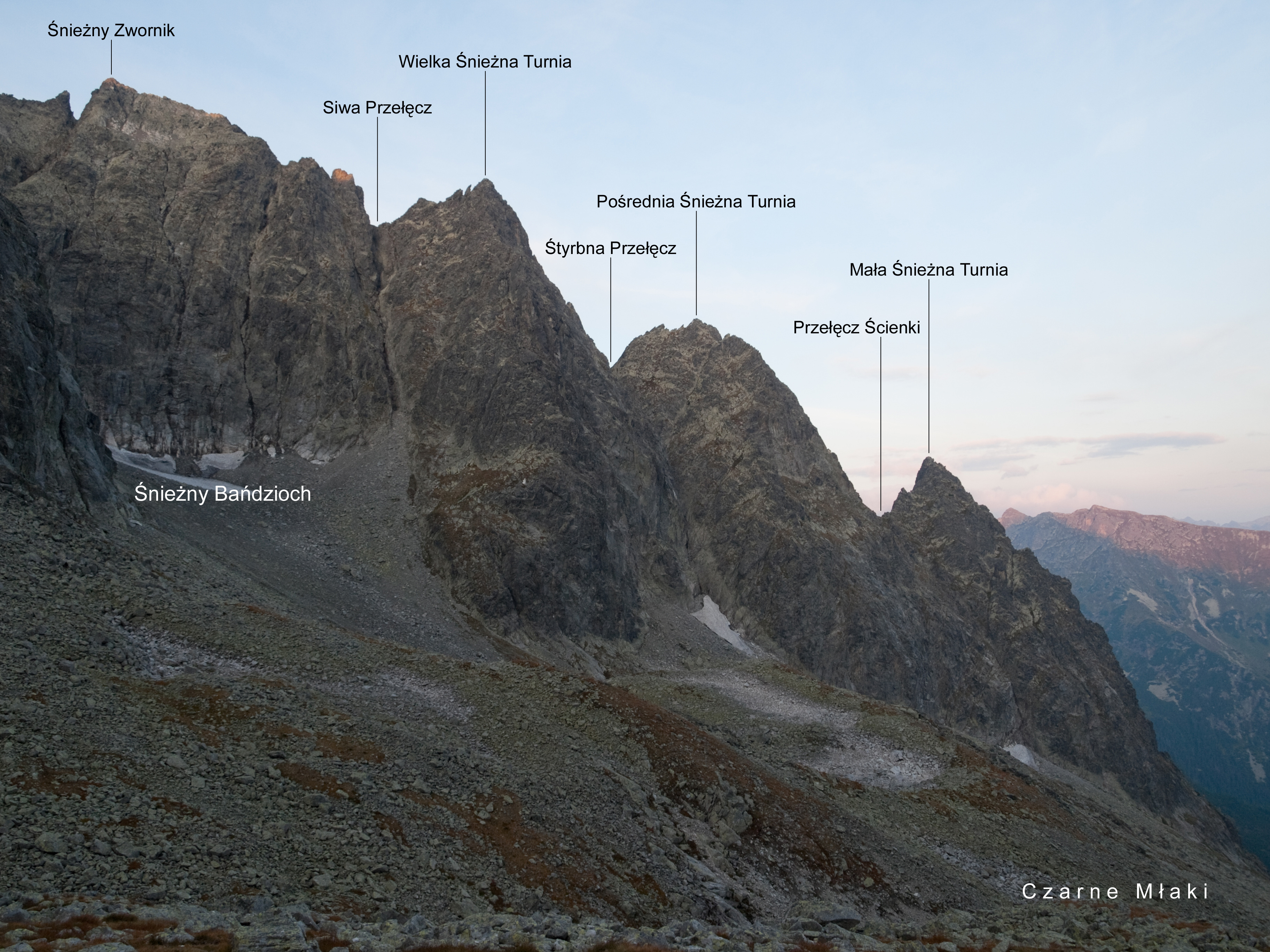
Śnieżna Grań – widok z górnego piętra Doliny Czarnej Jaworowej

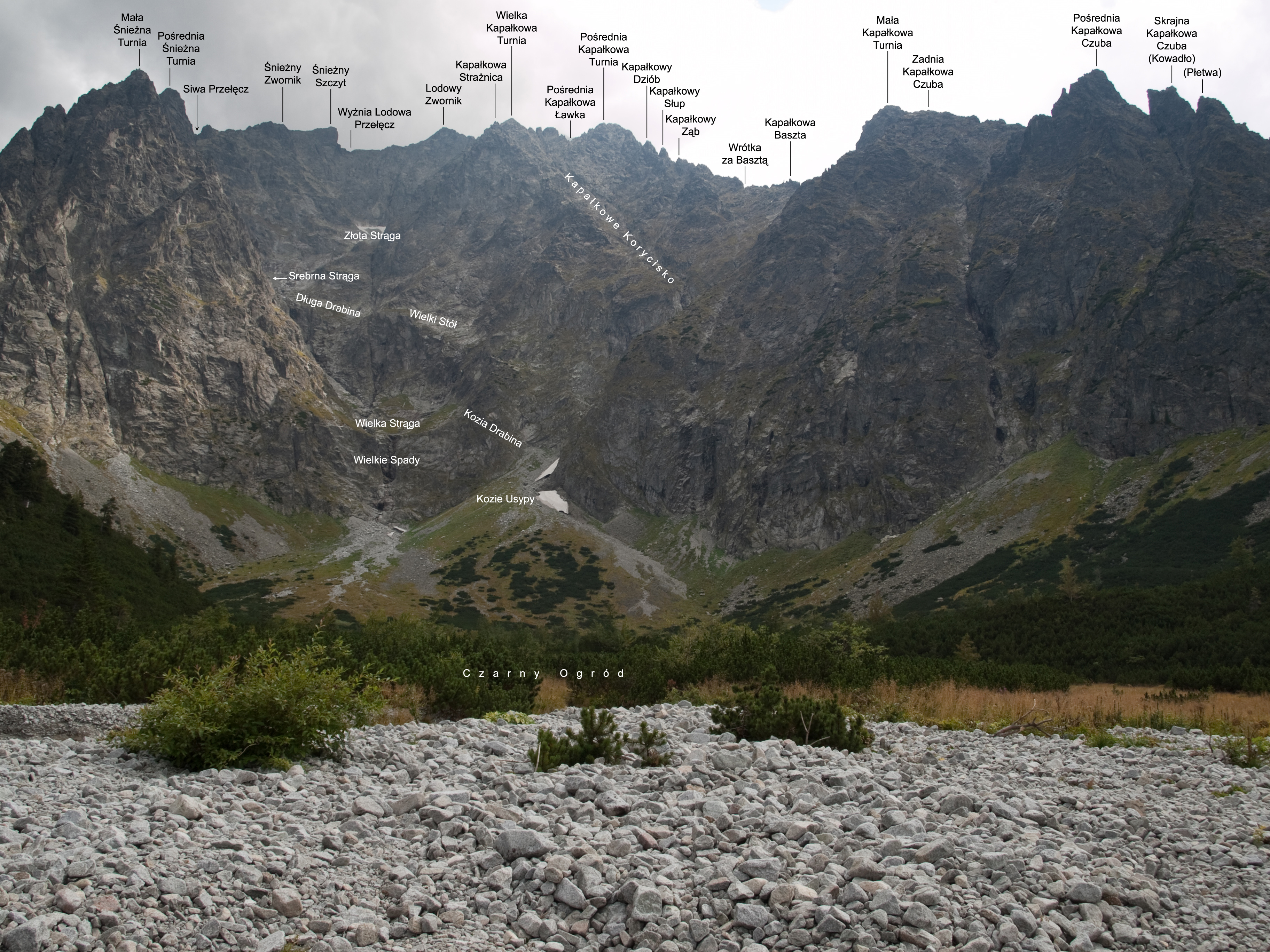
Po lewej dolna część Śnieżnej Grani

Śnieżna Grań (słow. hrebeň Snehových veží) – boczna grań odchodząca od Śnieżnego Zwornika w masywie Śnieżnego Szczytu (Snehový štít, 2465 m n.p.m.) w słowackich Tatrach Wysokich. Oddziela ona górne piętra Doliny Czarnej Jaworowej (Śnieżny Bańdzioch i Czarne Młaki) od jej jedynego odgałęzienia – Doliny Śnieżnej. Początkowo grań zbiega w kierunku północnym, a następnie (w wierzchołku Wielkiej Śnieżnej Turni) skręca na północny zachód.
W Śnieżnej Grani wznoszą się trzy wybitne Śnieżne Turnie oddzielone od siebie głęboko wciętymi przełęczami. Kolejno od Śnieżnego Zwornika znajdują się w niej następujące obiekty:
- Siwa Przełęcz (Sivé sedlo, ok. 2315 m),
- Wielka Śnieżna Turnia (Veľká Snehová veža, 2335 m),
- Śtyrbna Przełęcz (Zadná snehová štrbina, ok. 2200 m),
- Pośrednia Śnieżna Turnia (Prostredná Snehová veža, ok. 2240 m),
- Ścienki (Predná snehová štrbina, ok. 2100 m),
- Mała Śnieżna Turnia (Malá Snehová veža, 2160 m) – najwybitniejsza ze Śnieżnych Turni.

Mała Śnieżna Turnia stanowi zakończenie Śnieżnej Grani, opadając w stronę Czarnego Stawu Jaworowego (Čierne Javorové pleso) swą wysoką (ok. 550 m), północno-zachodnią ścianą.
Przejście Śnieżnej Grani (w skali tatrzańskiej III – trudno) jest uważane za jedną z piękniejszych tatrzańskich graniówek. Najłatwiejsze drogi na poszczególne szczyty i przełęcze są nieco trudne (I), z wyjątkiem Siwej Przełęczy, którą można łatwo (0+) osiągnąć ze Śnieżnego Bańdziocha. W okolicy Śnieżnej Grani brak jest znakowanych szlaków turystycznych. Taternictwo dopuszczone jest po stronie Doliny Śnieżnej.
Po raz pierwszy grań została pokonana 9 czerwca 1910 roku przez Kazimierza Piotrowskiego i Mieczysława Świerza. Przejście przez Siwą Przełęcz do Doliny Śnieżnej było natomiast znane myśliwym z Jurgowa już od XVII wieku. Zimą Śnieżną Grań przeszli jako pierwsi w dniach 24-25 marca 1953 r. Július Andráši, Jozef Brandobur, Arno Puškáš i Karel Skřipský.
Nazwa Śnieżnej Grani pochodzi nie od śnieżnych pól znajdujących się przez większość lata w jej stokach, ale od pobliskiego Śnieżnego Szczytu.